# Uruguaiana
Uruguaiana és una ciutat brasilera a l'oest de l'estat de Rio Grande do Sul, sobre la frontera fluvial amb l'Argentina. És un dels 10 municipis brasilers que fan doble frontera, en aquest cas amb l'Argentina i l'Uruguai. D'acord amb les dades del cens de 2008, la ciutat tenia 127.138 habitants. Va ser fundada el 24 de febrer de 1843 per l'expresident de la República Riograndense, Bento Gonçalves da Silva, amb el nom de Santana do Uruguai. El 1846 va rebre el nom d'Uruguaiana. La ciutat va ser un punt conflictiu important durant la Guerra de la Triple Aliança contra el Paraguai.